# كريستيانو دا سيلفا لايت
كريستيانو دا سيلفا لايت هو لاعب كرة قدم برازيلي في مركز الدفاع، ولد في 29 أغسطس 1993 في نيتيروي في البرازيل. لعب مع نادي كريسيوما.

## وصلات خارجية
- كريستيانو دا سيلفا لايت على موقع قاعدة بيانات كرة القدم.إي يو (الإنجليزية)
- كريستيانو دا سيلفا لايت على موقع Soccerbase.com (لاعب) (الإنجليزية)
- كريستيانو دا سيلفا لايت على موقع Soccerway.com (الإنجليزية)
- كريستيانو دا سيلفا لايت على موقع عالم كرة القدم.نت (الإنجليزية)
- كريستيانو دا سيلفا لايت على موقع AS.com (الإسبانية)